# Nine Lives (chanson d'Aerosmith)
Pour les articles homonymes, voir Nine Lives.
Singles de Aerosmith
Walk on Water
(1995) Falling in Love (Is Hard on the Knees)
(1997)
Nine Lives est une chanson du groupe américain de hard rock Aerosmith extraite de l'album Nine Lives sorti en 1997.
Elle et écrite par Steven Tyler et Joe Perry.

## Classement
Nine Lives sort en tant que single promotionnel pour les radios rock et atteint la 37e place du classement Mainstream Rock Tracks en 1997.

## En concert
Lors de la longue tournée Nine Lives Tour (en) du groupe de 1997 à 1999, Nine Lives est presque toujours la chanson d'ouverture. Le groupe a également interprété la chanson lors de quelques apparitions à la télévision, notamment lors de l'émission Saturday Night Live.

## Autres médias
Nine Lives est l'une des deux chansons de thème interprétées par Aerosmith dans le jeu vidéo Dead or Alive 3, créé par Team Ninja, pour la Xbox.